# Pravo služnosti
Služnost je ograničeno stvarno pravo na nečijoj stvari koje ovlašćuje svojega nositelja da se na određeni način služi tom stvari (poslužna stvar) ma čija ona bila, a njezin svagdašnji vlasnik je dužan to trpjeti ili pak zbog toga glede nje nešto propuštati. Kako je nositelj prava služnosti ovlašten služiti se poslužnom stvari, određuje se kod osnivanja prava služnosti. Ako se služnost osniva na temelju pravnoga posla, određuje to svojom voljom ili u sporazumu sa stjecateljem onaj čija je poslužna stvar, ako se osniva na temelju odluke suda ili drugoga tijela vlasti, određuje se to tom odlukom, inače to određuje zakon. 
Služnost ima sadržaj s kojim je osnovana, ako nije kasnije zakonito izmijenjen. Tko tvrdi da je izmijenjen, treba to dokazati. 

## Podjela
U hrvatskom pravu služnosti se mogu podijeliti na:
- stvar- stvarno pravo svagdašnjega vlasnika određene nekretnine (povlasna nekretnina) da se za potrebe te nekretnine na određeni način služi nečijom nekretninom (poslužna nekretnina), čiji svagdašnji vlasnik to mora trpjeti ili mora propuštati određene radnje glede svoje nekretnine koje bi inače imao pravo činiti. Stvarne ili zemljišne služnosti postoje isključivo na nekretninama. Povlasna i poslužna nekretnina ne moraju isključivo biti susjedne.

Stvarne služnosti dijele se na:
POLJSKE i KUĆNE
Najznačajnije poljske služnosti su: služnost puta, služnost vode, služnost paše, šumske služnosti. 
SLUŽNOST PUTA: 
- 1- pravo staze
- 2- pravo progona stoke
- 3- pravo kolnika

- ovlaštenik prava staze može tom stazom hodati i tuda puštati druge ljude, ali nije ovlašten jahati ni voziti biciklu, pa ni gurati biciklu
- ovlaštenik progona stoke može se uzprogon stoke služiti i kolicima, to pravo obuhvaća i pravo staze, ali nije ovlašten vuči teške terete preko poslužnog zemljišta
- ovlaštenik prava kolnika može se po poslužnoj nekretnini voziti jednom ili više zaprega motornim vozilom ili biciklom, a ovo pravo obuhvaća i pravo staze i progona stoke s ograničenjem da stoka mora biti vezana
-SLUŽNOST PUTA: 
- 1- pravo crpljenja vode
- 2- pravo pojenja stoke
- 3- služnost vodovoda

- pravo na crpljenje vode na poslužnoj nekretnini uključuje i oravo na pristup vode
- oravo pojenja stoke uključuje i pravo progona stoke i pravo crpljenja vode
- služnost vodovoda daje pravo vodu s tuđe nekretnine navraćati na svoju ili sa svoje odvraćati na tuđu te u tu svrhu postaviti cijevi i žljebove, ali o svom trošku 
-SLUŽNOST PAŠE- ovo pravo ne ovlašćuje ni na kakvu drugu radnju osim paše, što znači da ovlaštenik ne smije koristiti travu niti isključiti stoku vlasnika poslužne nekretnine od paše na njoj
-ŠUMSKE SLUŽNOSTI- 
- 1- pravo sječe drva po potrebi ili suhe grane
- 2- pravo sakupljanja žira
- 3- sakupljanje suhog lišća

- osobne služnosti - stvarno pravo koje ovlašćuje pojedinačno određenu osobu da se na određeni način služi tuđom stvari (poslužna stvar), čiji svagdašnji vlasnik to mora trpjeti. Osobne služnosti su: 
  - pravo plodouživanja,
  -  pravo uporabe,
  - pravo stanovanja.

- nepravilne služnosti - sličnosti koje su osnovane kao osobne, a po prirodi stvari su u suštini stvarne